# Abierto Mexicano Los Cabos Open 2021 - Qualificazioni singolare
Le qualificazioni del singolare del Abierto Mexicano Los Cabos Open 2021 sono state un torneo di tennis preliminare per accedere alla fase finale della manifestazione. I vincitori dell'ultimo turno sono entrati di diritto nel tabellone principale. In caso di ritiro di uno o più giocatori aventi diritto, a questi sono subentrati i Lucky loser, ossia i giocatori che hanno perso nell'ultimo turno ma che avevano una classifica più alta rispetto agli altri partecipanti che avevano comunque perso nel turno finale.

## Teste di serie
1. Ernesto Escobedo (qualificato)
2. Ruben Bemelmans (ultimo turno)
3. Matthew Ebden (qualificato)
4. Yosuke Watanuki (ultimo turno)

1. Nicolas Mejia (qualificato)
2. John-Patrick Smith (ultimo turno)
3. Alex Rybakov (ultimo turno)
4. Raymond Sarmiento (primo turno)

### Qualificati
1. Ernesto Escobedo
2. Nicolas Mejia

1. Matthew Ebden
2. Alexander Sarkissian

## Tabellone

### Legenda
| - Q = Qualificato - WC = Wild card - LL = Lucky loser | - ALT = Alternate - SE = Special Exempt - PR = Protected Ranking | - w/o = Walkover - r = Ritirato - d = Squalificato |

### Sezione 1
|  | Primo turno | Primo turno            | Primo turno            | Primo turno | Primo turno |  |  | Ultimo turno | Ultimo turno     | Ultimo turno     | Ultimo turno | Ultimo turno |  |
|  |             |                        |                        |             |             |  |  |              |                  |                  |              |              |  |
|  | 1           | Ernesto Escobedo       | Ernesto Escobedo       | 7           | 6           |  |  |              |                  |                  |              |              |  |
|  |             | Ricardo Rodriguez-Pace | Ricardo Rodriguez-Pace | 64          | 3           |  |  | 1            | Ernesto Escobedo | Ernesto Escobedo | 6            | 7            |  |
|  |             | Gage Brymer            | Gage Brymer            | 3           | 4           |  |  | 7            | Alex Rybakov     | Alex Rybakov     | 2            | 63           |  |
|  | 7           | Alex Rybakov           | Alex Rybakov           | 6           | 6           |  |  |              |                  |                  |              |              |  |

### Sezione 2
|  | Primo turno | Primo turno              | Primo turno     | Primo turno | Primo turno |  |  | Ultimo turno | Ultimo turno    | Ultimo turno    | Ultimo turno | Ultimo turno |  |
|  |             |                          |                 |             |             |  |  |              |                 |                 |              |              |  |
|  | 2           | Ruben Bemelmans          | Ruben Bemelmans | 7           | 7           |  |  |              |                 |                 |              |              |  |
|  | WC          | Lucas Gomez              | Lucas Gomez     | 63          | 65          |  |  | 2            | Ruben Bemelmans | Ruben Bemelmans | 3            | 62           |  |
|  |             | Juan Alejandro Hernandez | 3               | 6           | 5           |  |  | 5            | Nicolas Mejia   | Nicolas Mejia   | 6            | 7            |  |
|  | 5           | Nicolas Mejia            | 6               | 3           | 7           |  |  |              |                 |                 |              |              |  |

### Sezione 3
|  | Primo turno | Primo turno            | Primo turno            | Primo turno | Primo turno |  |  | Ultimo turno | Ultimo turno       | Ultimo turno       | Ultimo turno | Ultimo turno |  |
|  |             |                        |                        |             |             |  |  |              |                    |                    |              |              |  |
|  | 3           | Matthew Ebden          | Matthew Ebden          | 6           | 6           |  |  |              |                    |                    |              |              |  |
|  |             | Harri Heliövaara       | Harri Heliövaara       | 2           | 2           |  |  | 3            | Matthew Ebden      | Matthew Ebden      | 6            | 7            |  |
|  | WC          | Manuel Sanchez Hirales | Manuel Sanchez Hirales | 1           | 2           |  |  | 6            | John-Patrick Smith | John-Patrick Smith | 4            | 5            |  |
|  | 6           | John-Patrick Smith     | John-Patrick Smith     | 6           | 6           |  |  |              |                    |                    |              |              |  |

### Sezione 4
|  | Primo turno | Primo turno          | Primo turno          | Primo turno | Primo turno |  |  | Ultimo turno | Ultimo turno         | Ultimo turno | Ultimo turno | Ultimo turno |  |
|  |             |                      |                      |             |             |  |  |              |                      |              |              |              |  |
|  | 4           | Yosuke Watanuki      | 7                    | 4           | 6           |  |  |              |                      |              |              |              |  |
|  | WC          | Luis Patino          | 63                   | 6           | 2           |  |  | 4            | Yosuke Watanuki      | 5            | 7            | 5r           |  |
|  |             | Alexander Sarkissian | Alexander Sarkissian | 6           | 6           |  |  |              | Alexander Sarkissian | 7            | 64           | 5            |  |
|  | 8           | Raymond Sarmiento    | Raymond Sarmiento    | 4           | 1           |  |  |              |                      |              |              |              |  |